# L'Isle-Marie
L'Île-Marie, anciennement Houlme ou du Home, est une ancienne commune de la Manche rattachée en l'an III à celle de Picauville.

## Géographie
L'Isle-Marie se situe à l'Ouest de Picauville et entouré par les marais du Merderet et de la Douve.

## Toponyme
Le nom de la localité est attesté sous la forme Holmus sans date.
Holm, Hulmus, Holmus est un mot en norrois signifiant un lieu entre deux rivières ; on nommait autrefois cette paroisse Notre-Dame-du-Holm, ce qui veut dire la même chose qu’Ile-Marie, et aussi parce qu’elle est dédiée à la Vierge Marie.

## Histoire
Entre 1056 et 1066, Guillaume le Bâtard attribut à Geoffroy de Montbray, évêque de Coutances, l'église du Homme avec la dîme du tonlieu dudit domaine et trois maisons.
En 1146, le pape Eugène III confirme à l'évêque Algare la propriété de « l'église Notre-Damme du Homme, la chapelle Saint-Nicolas et la terre dudit bourg où s'exerce la justice ».
Robert Bertrand, qui avait hérité du bourg, l'échange, le 27 août 1292, avec le chevalier Guillaume de Méautis, contre le manoir des Perques, proche de son château de Bricquebec.
Le domaine du Home a été successivement la possession de la famille d’Agneaux au XIIe siècle puis de la famille Aux Épaules. En 1396, le fief du Homme, tenu par Jeanne d'Eully, veuve de Guillaume Aux-Épaules, dispose d'une foire à Chef-du-Pont le jour saint Siméon et saint Jude. Le baron de Bricquebec y exerce sa juridiction et perçoit une rente de 40 sols.
Il s'y tenait un marché.
Jeanne Aux Épaules, dame de l'Ile-Marie, épousa en 1607 Bernardin Gigault de Bellefonds, gentilhomme de la chambre du roi qui devient maréchal de France en 1668. C'est ce dernier qui bâtit l'église du Home.
Jacques II se rendant en Angleterre à la tête d’une armée que Louis XIV lui fournissait en grande partie, passa deux jours, au mois d’avril 1692 au château de l'Ile-Marie, chez le maréchal de Bellefonds, qui était rentré en faveur, et devait l’accompagner dans son expédition d’Outre-Manche, à titre de commandant en chef des troupes françaises.
Le domaine de l'Ile-Marie, par suite d’acquisition, passa dans les mains de Georges-Adrien Feuillie, marié à une demoiselle d’Agneaux.
En 1722, un rapport fait état de sept feux imposables à la paroisse du Home alors qu'un autre en 1763, dit qu’il n’avait pas d'autres habitants que ceux du château.

## Administration
| Période | Période | Identité | Étiquette | Qualité |
| --- | ------- | -------- | --------- | ------- |
| Une partie des données est issue de liste établie par issue de l'ouvrage "601 communes et lieux de vie de la Manche" |         |          |           |         |

## Démographie
| 1793 | - | - | - | - |
| ---- | - | - | - | - |
| -    | - | - | - | - |

## Culture locale et patrimoine

### Lieux et monuments
- Château de l'Isle-Marie, inscrit au titre des monuments historiques. Il a servi de cadre au roman de Jules Barbey d'Aurevilly, Ce qui ne meurt pas, Barbey d'Aurevilly y a d'ailleurs séjourné. Cette très ancienne forteresse a occupé une situation stratégique primordiale durant des siècles.
- Ancienne église de la paroisse de Sainte-Marie-du-Homme. L'édifice est décrit ainsi : « à cause des guerres, tribulations, pestes et mortalités, l'église est dans un état lamentable, du pied des murs à la toiture, et sauf le secours de promptes et onéreuses réparations, il ne fait pas de doute qu'elle ne tombe en ruine, ce qui serait très déplorable, et qu'elle ne soit dépouillée des calices, livres et autres ornements et vêtement sacerdotaux qui lui appartiennent. La disparition de ces livres, vêtements et ornements fait craindre que les prêtres et les personnes dévotes qui viennent à cette église, fondée en l'honneur de Mari, Mère de Dieu, dans l'intention d'y célébrer messes et autres offices divins, ne puissent le faire, pas plus d'ailleurs que les paroissiens qui, jadis, étaient une multitude et ne sont plus guère qu'au nombre de trois ou quatre malheureux »[6].

### Patrimoine culturel
L'Isle-Marie est le titre d'une chanson des Albert's (paroles et musique de Daniel Bourdelès), enregistrée sous ce titre dans leur album Le silence des pluies (1993) consacré aux histoires et légendes du pays des marais du Cotentin.